# Дьолемон
Дьолемо̀н (на френски: Delémont; на немски: Delsberg, Делсберг) е курортен град в Северозападна Швейцария. Главен административен център на кантон Юра. Разположен е около река Бирс на 40 km на югозапад от Базел. Първите сведения за града като населено място датират от 737 г. Има жп гара, жп възел. Населението му е 11 364 души по данни от преброяването през 2007 г.